# فرانك كلارك
فرانك كلارك (بالإنجليزية: Frank Clarke)‏ (15 يوليو 1942 في المملكة المتحدة - 3 يونيو 2022) هو لاعب كرة قدم بريطاني في مركز الهجوم. لعب مع إيبسويتش تاون وشروزبري تاون وكوينز بارك رينجرز ونادي كارلايل يونايتد وويلنهول تاون ‏.

## وصلات خارجية
- فرانك كلارك على موقع قاعدة بيانات كرة القدم.إي يو (الإنجليزية)